# Ромарио (музыкант)
Рома́рио (настоящее имя — Рома́н Вячесла́вович Луговы́х; р. 12 августа 1985, Свердловск, СССР) — российский музыкант, певец, композитор, лидер группы «Ромарио». Записал два альбома c этой группой и два — в соавторстве с другими музыкантами, такими как Сергей Чиграков, Евгений Маргулис, Александр Иванов. Автор песен: «Без варежек» (исполняет Валерий Сюткин), «Москва — Нева» (исполняет Валерий Сюткин как сольно, так и с автором), «Таня — дура» (исполняет Евгений Маргулис), заставки к телепередачам «Жить здорово!», «Здоровье», «Когда все дома» и др. С 2020 выступает в составе квартета «Необарды»

## Биография
Учился в 70 школе школе Екатеринбурга (ныне Гимназия № 70 им. Леонида Маланова). Был одноклассником Владимира Раевского.
Судя по обрывочным сведениям в интернете, в родном Екатеринбурге Ромарио на 2010 год уже зарекомендовал себя как успешный и популярный музыкант, имея в своем багаже более 400 песен и музыку к популярным телепроектам типа Comedy Club.
В 2010 году вышел совместный альбом Ромарио, Евгения Маргулиса и Чижа «Имена». Автором и продюсером «Имён» выступил Ромарио. Запись альбома была поддержана Евгением Маргулисом, которому Ромарио отправил свои демо. Запись была произведена на студии Билли Новика из Billy's Band. Обложку для альбома нарисовал Андрей Макаревич.
В том же 2010 году Луговых сочинил и исполнил заглавную песню для передачи Елены Малышевой «Жить здорово!» на «Первом канале», годом позже исполнил песню и для программы «Здоровье».
В 2011 году Александр Иванов и группа «Рондо» издали альбом «Это был я», в который вошли 8 песен Луговых.
Написал для Валерия Сюткина песню «Москва — Нева», ставшую шлягером и удостоенную премии «Золотой граммофон» в 2012 году.
В 2012 году группа «Ромарио» выпустила первый самостоятельный альбом «Счастье», начала активную концертную деятельность
5 февраля 2013 года состоялась презентация третьего альбома «Ласковый LIVE».
Осенью 2017 года Роман Луговых сочинил заглавные песни к программе «Когда все дома» с Тимуром Кизяковым и её рубрике «У вас будет ребёнок» (телеканал «Россия»).
Сотрудничает с бардом Алексеем Иващенко.
С 2020 выступает в составе квартета «Необарды» совместно с Павлом Пиковским, Павлом Фахртдиновым и Василием Уриевским.

### Личная жизнь
Отец — Вячеслав Луговых, медиаменеджер, возглавлявший «Четвертый канал» Екатеринбурга и «A-One».
С 2009 года Луговых живёт в Москве. В июле 2013 года женился на Маргарите Королевой, beauty-директоре журнала Vogue Россия, трое детей — Маргарита (21 сентября 2013 г.) и Роман (июль 2015 г.). и Мирамиа (сентябрь 2021).